# Mellicta jupini
Mellicta jupini är en fjärilsart som beskrevs av Marcel Caruel 1945. Mellicta jupini ingår i släktet Mellicta och familjen praktfjärilar. Inga underarter finns listade i Catalogue of Life.